# 12.8 cm FlaK 40 Zwilling
 12.8 cm FlaK 40 ツヴィリンは第二次世界大戦中ドイツで開発、運用された高射砲である。

## 概要
Zweilling（ツヴィリン、最後のgは発音しない）とは「双子」を意味し、本砲は12.8 cm FlaK 40を2門連結した連装高射砲である。用途は大都市防空用の固定式高射砲であり、高さ40mから50mのフラックトゥルム（高射砲塔）の屋上に本砲を設置し、360度の射界を得て砲撃した。砲撃に際してはレーダー、管制機材を備えた別の塔からの射撃データによって連動した。
開発はハノマーク社による。当初の呼称は44式機材であった。開発着手は1930年代末であり、試作砲の完成は1940年であった。本砲の運用は最初から固定式に用いることを意図しており、運搬は考慮しなかった。1941年末に制式化が決定、1942年春に初の配備がなされた。場所はベルリンの高射砲塔である。
毎分20発以上を撃ち上げることができたが費用も高く、一基の建造に20万2,000ライヒスマルクを要した。総生産数は38門、または34門との説がある。

## 構造
本砲は12.8 cm FlaK 40の機構をほぼそのまま用いている。円形の台座上に砲架と砲が載せられており、動力により全周旋回し、俯仰はプラス87度、マイナス3度まで可能である。新設計の砲架に砲身を並列した。ただし、自動装填装置の配置が、並列化によって干渉するため、右砲の装填装置を砲左側から右側へ移設している。このため右砲の砲尾ブロックは上下180度反転して装着された。砲口径は128mm、砲身長7,490mm（薬室除く）、ライフリングは40本である。
砲身上部に復座機、砲身下方の揺架に駐退機が収容されている。砲身を挟んで2本の油圧式平衡機が装備されている。また、駆動用ギアボックスが砲架前部に設けられている。本砲は動力旋回で手動ハンドルはない。
尾栓は半自動水平鎖栓である。砲尾ブロック上部のレバーを引くと鎖栓が開かれ装填可能状態となる。弾薬が装填されると自動的に鎖栓が閉鎖される。射撃後にレバーを操作すると鎖栓が開き、空薬莢が自動的に排出される。
右砲、左砲にはそれぞれ砲外側に回転式の自動装填装置がついており、トレーに砲手が弾薬を乗せ、装填時には装填位置へ装填装置が倒れ込み、自動的に薬室へ砲弾を撞入（押し入れること）した。
装填装置のさらに外側に信管調整装置が装備されており、これに砲弾を乗せ、弾頭部を調整装置へ収めて自動的に信管調整を行った。このときに用いる敵機の高度、速度などの未来位置の諸元は中央管制装置から電気信号で送られてくるものである。信管調整後、すみやかに砲弾を装填トレーに移し替えることができた。
装填手、砲手とも、砲架に付属した足場に乗り、砲と同時に旋回して作業に専念できた。128mm砲弾の人力による連続装填は非常な重労働であり、また45.5kgの重量物を、立った砲尾薬室へ装填するのは取り落としたりする危険があった。仰角50度以上の人力装填は禁止されていた。
射撃すると重量26kgの弾頭を初速880m/sで射出した。有効射程は10,675m、最大到達高度は14,800m、水平射撃時には20,475mである。発射速度は毎分20発以上だった。
砲身命数は1,000発から2,000発である。爆撃機の群れを一度迎撃すると、砲身交換のため、高射砲塔の屋上まで、長大な予備砲身を運ぶ必要が生じた。
本砲の操作、給弾、砲撃には22名を要した。巨大な砲架の右側に旋回担当の砲手、左側に俯仰担当の砲手を配する。砲架右側前部の砲手は電気式の表示器のデータで砲を旋回させた。要員配置は砲長が1名、俯仰担当砲手、旋回担当砲手、2名の装填手、2名の装填助手、1名の電送パネル操作手、他は14名全員が弾薬運搬手である。

## 戦歴
高射砲塔に配備されたものの、設置場所が少なく固定式のために交戦の機会は数十回程度と少なかった。ベルリンに据砲されたものは、ソ連赤軍の戦車と砲撃戦を行った。俯角がマイナス3度と浅いために、距離を測定したうえで上方から砲弾が落下する形で射撃した。

## 弾薬

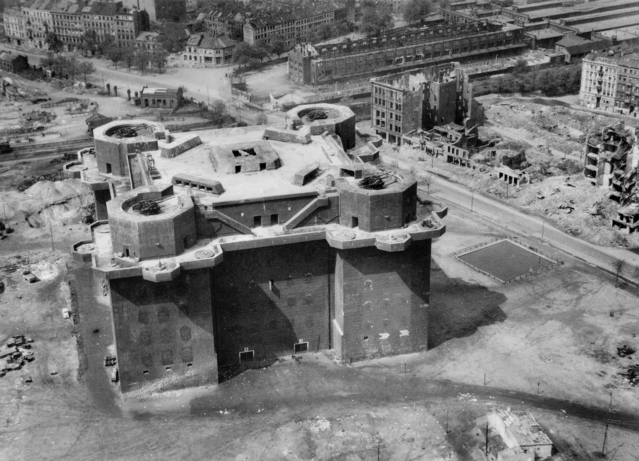
ハンブルクの高射砲塔上に設置された12.8 cm FlaK 40 ツヴィリン

12.8cm榴弾L/4.5
弾薬筒一体型の榴弾である。弾頭重量26kg、総重量45.5kg、炸薬量3.4kg（アマトール）。推薬は9.62kgの線状に加工された火薬を用いた。全長は1487mm、全幅167mm。
12.8cm破砕榴弾
弾頭重量25.25kg、総重量44.25kg。弾頭内部に124個の破砕片を収容し、炸裂すると飛散して危害を与える。推薬量は9.73kgである。終戦までに少数が完成した。
12.8cm対戦車徹甲弾
弾頭重量26.5kg、総重量42.5kg。対戦車用の砲弾である。全長1277mm、全幅167mm。
12.8cmロケット補助推進榴弾H/65
L4.5榴弾を改造し、補助ロケットを装着して射程延伸を図った。現在のRAP（ロケットアシスト弾/Rocket Assisted Projectiles）にも通じるアイデアであるが、試作に終わった。